# شرط ويلموت

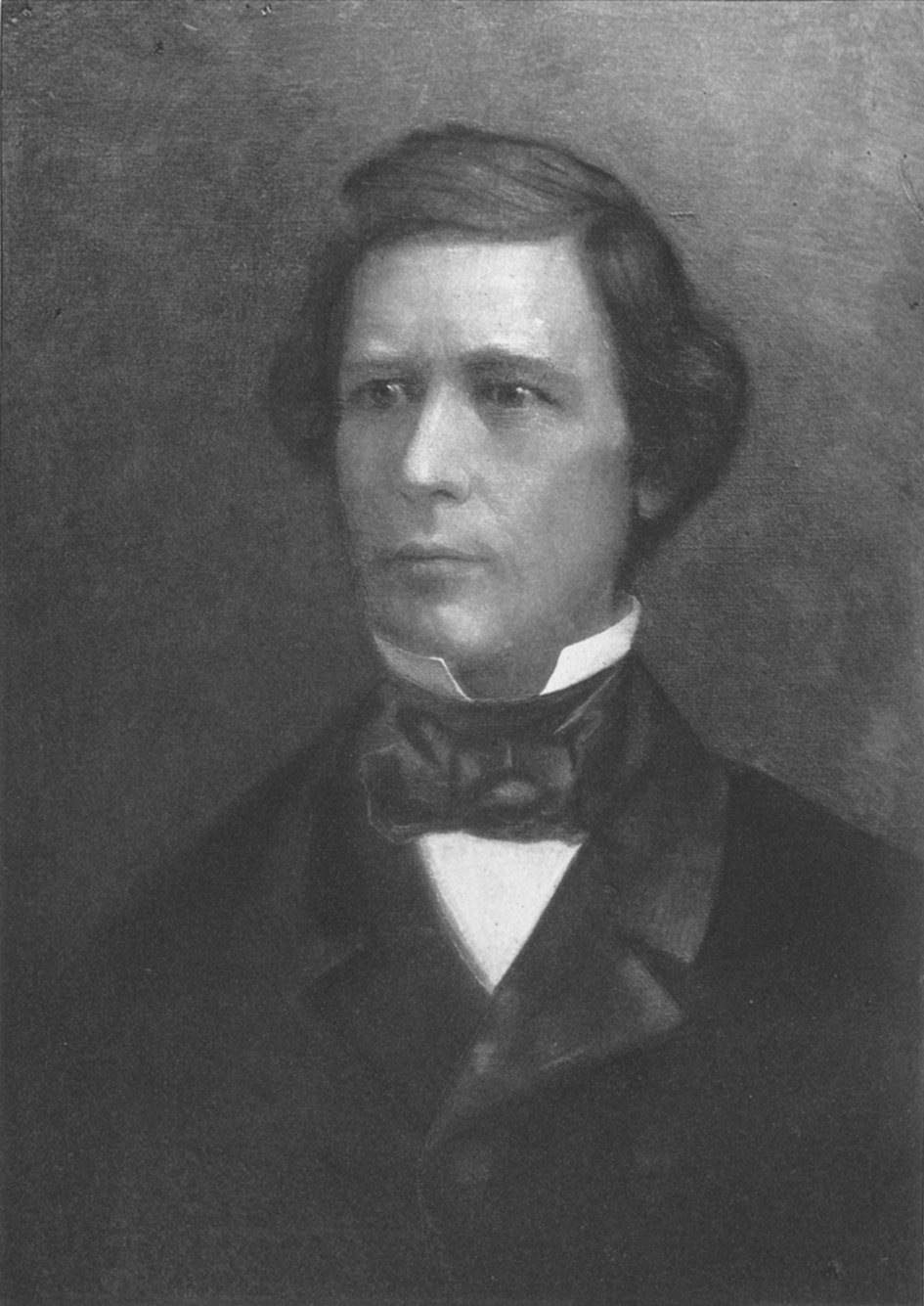
ديفيد ويلموت

شرط ويلموت (بالإنجليزية: Wilmot priviso)‏ هو قانون أمريكي تم اقتراحه يحظر الرق في الأراضي المكتسبة من المكسيك في الحرب المكسيكية الأمريكية.  وكان النزاع على شرط ويلموت أحد الأحداث الرئيسية التي أدت إلى الحرب الأهلية الأمريكية.
قدم عضو الكونغرس ديفيد ويلموت الشرط أول مرة في مجلس النواب الأمريكي في 8 أغسطس 1846، كملحق لمشروع قانون مخصصات بقيمة مليوني دولار مخصص للمفاوضات النهائية لحل الحرب المكسيكية الأمريكية (كان هذا بعد ثلاثة أشهر فقط من بداية الحرب التي استمرت لسنتين). وقد صوت عليه مجلس النواب لكنه لم يوافق عليه مجلس الشيوخ حيث يتمتع الجنوب بتمثيل أكبر. أعيد تقديمه في فبراير 1847 وصوت عليه مجلس النواب مرة أخرى قبل أن يفشل مجددا في مجلس الشيوخ. وفي عام 1848، حاول السياسيون أيضا جعله جزءا من معاهدة غوادالوبي هيدالغو وفشلت هذه الخطة أيضا. واستمرت النزاعات السياسية الإقليمية حول الرق في الجنوب الغربي حتى وضع تسوية عام 1850.

## وصلات خارجية
- Wilmot Proviso